# Książka twarzy
Książka twarzy – zbiór 32 esejów Marka Bieńczyka opublikowany w 2011 roku. W 2012 został nagrodzony Nagrodą Literacką „Nike”.

## Opis
Książka twarzy to zbiór 32 esejów pogrupowanych w 9 rozdziałów. Tytuł książki ironicznie nawiązuje do nazwy portalu społecznościowego Facebook (ang. face – twarz, book – książka), tworząc z jednej strony "profil" Bieńczyka, z drugiej, poprzez przedstawienie postaci dla autora ważnych, listę jego "przyjaciół". Część zamieszczonych w Książce twarzy esejów została opublikowana po raz pierwszy, niektóre ukazały się wcześniej w czasopismach (m.in. w "Tygodniku Powszechnym", "Polityce", "Literaturze na Świecie" i "Tekstach Drugich") oraz jako część innych publikacji książkowych. Bieńczyk uhonorowany został za książkę Nagrodą Literacką Nike 2012.
W tekstach zawarte są między innymi portrety polskich wieszczy: Adama Mickiewicza, Juliusza Słowackiego, Zygmunta Krasińskiego, poety Tadeusza Boya-Żeleńskiego, jak również bohaterskiego emisariusza – Jana Karskiego, czy legendarnego trenera piłkarskiego narodowej kadry – Kazimierza Górskiego. Bieńczyk opisuje także pisarzy obcojęzycznych, którzy go ukształtowali, takich jak: Balzac i Hugo, de Chateaubriand i de Laclos, Baudelaire i Flaubert, Hemingway i Melville, Blixen i Coetzee, Henry Miller i Roland Barthes. Bohaterami esejów są także bohaterzy powieści, którzy zaistnieli w masowej wyobraźni jak Winnetou, stworzony przez Karola Maya czy detektyw Phillip Marlowe, którego filmową kreację stworzył Humphrey Bogart. Autor opisuje także swoje relacje z ojcem, podróż do Brazylii i poglądy na sztukę powieściopisarską